# James B. Hemesath
James B. Hemesath, né le 25 avril 1944 à New Hampton dans l'Iowa et mort le 24 avril 2010  à Colorado Springs dans le Colorado, est un écrivain américain de science-fiction.
Il est connu pour avoir écrit des nouvelles et avoir été critique littéraire en matière de science-fiction.

## Œuvres
- (en) Harry the Hare, 1972Nouvelle publiée dans l'anthologie Again, Dangerous Visions
- (en) The Christmas Demon, 1982
- (en) The End of the World, 1984
- (en) Halloween Bedtime Story, 1988
- (en) Custer at the Wheel, 1990
- (en) Bonefinder, 1993
- (en) Splat !, 2001
- (en) Where Past Meet Present – Modem Colorado Short Stones, 1994Anthologie de nouvelles supervisée par James B. Hemesath, publiée par University Press of Colorado